# Свірська селищна рада
Свірська селищна рада (біл. Сьвірскі пасялковы савет) — адміністративно-територіальна одиниця в складі Мядельського району розташована в Мінській області Білорусі. Адміністративний центр — Свір.
Свірська селищна рада розташована на межі центральної Білорусі, в північній частині Мінської області орієнтовне розташування — супутникові знимки, на захід від Мяделі.
До складу селищна ради входять 7 населених пунктів:
- Свір, Володьки • Комарове • Новосілки • Олешки • Чорна Лужа • Балдук.